# バルトロメオ・トロンボンチーノ
バルトロメオ・トロンボンチーノ（Bartolomeo Tromboncino, 1470年ごろ ヴェローナ - 1535年かそれ以降 ヴェネツィアかその近郊）は、イタリア・ルネサンス音楽の作曲家、殺人者。主にフロットーラの作曲家として名を残すとともに、カルロ・ジェズアルドと並ぶ妻殺し作曲家としても悪名高い。

## 生涯
当時の作曲家にはよくあるように、生涯について詳しいことはほとんど分かっていない。どうやらマントヴァで育ったらしいが、私信において自分はヴェローナ出身であると述べている。1500年ごろまでマントヴァを生活と活動の拠点としたが、とりわけ難局にあたって、フェラーラやエステ、ヴィチェンツァ、ミラノ、パヴィアのような近隣都市を随時おとずれている。たとえば1495年には、よく分からない理由からマントヴァから逃げ出したが、その年の内に戻っている。1499年に、妻と浮気相手との濡れ場を押さえて、報復のために殺したが、1世紀のちのジェズアルドと違って、間男のことは許したようである（ただし事件の詳細について史料ごとに食い違いが見られる）。奇妙なことに、トロンボンチーノは、数々の悪事を何度も何度も許されたが、それでも主人であるゴンザーガ家の書簡の中で触れられたところによると、またもやマントヴァを「許可なく、卑しむべき理由のために」後にした。トロンボンチーノは、作曲家としての技能のために、当時の芸術界の最大の庇護者の一人であるイザベラ・デステに、おそらく可愛がられたらしい。彼女とのつながりのために、おそらく数々の殺人や不品行がもみ消されたのかもしれない。
1502年にトロンボンチーノは、悪名高いルクレツィア・ボルジアに雇われフェラーラに赴き、ルクレツィアとアルフォンソ1世・デステ公爵の婚礼に向けて、彼女の宮廷楽団のために作曲した幕間劇（インテルメディオ）によって名を揚げる。1521年より前にヴェネツィアに移り、どうやら心静かに余生を過ごしたようである。

## 作品と影響力
波瀾万丈の常軌を逸した、おそらく罪深い生涯にもかかわらず、トロンボンチーノの多くの楽曲は、マドリガーレの前身として、フロットーラの軽やかでしなやかな形式をとっている。トロンボンチーノは、姓が示しているようにトロンボーン奏者であり、その能力ゆえに雇われることもあった。それなのに、厳密な意味での器楽曲は明らかに作曲しなかった（あるいはすべて散逸したのかもしれない）。いくつかの真摯な宗教曲も作曲している。17曲のラウダや、モテットとエレミアの哀歌を1曲ずつ残している。モテットと哀歌は、16世紀初頭のより保守的なポリフォニー様式を示して定旋律を利用し、多声的な部分をホモフォニックな部分（あるいは単旋律聖歌の引用部分）と交替させているものの、模倣を用いてはいない。トロンボンチーノのフロットーラは、作品数（全176曲）のうちでは段違いに数多く、歴史的に最も重要である。そして他の有名なフロットーラ作曲家、たとえばマルケット・カーラの作風よりも変幻自在で、当時の主流なフロットーラよりポリフォニックである。この意味において、トロンボンチーノのフロットーラはルネサンス・マドリガーレを予期させるものであり、実際マドリガーレの最初の曲集は、トロンボンチーノの最晩年に近い時期に出版されている（たとえばフィリップ・ヴェルドロの《マドリガーレ第1集 Primo libro di Madrigali》は1533年にヴェネツィアで出版された）。トロンボンチーノ後期のフロットーラと最初期のマドリガーレの違いは、音楽的な面より、曲付けされた詩の構成に見ることができる。
トロンボンチーノが曲付けした詩は、当時の最も有名な作家の手によるものばかりであった。ペトラルカやガレオット、サンナツァーロなどである。ミケランジェロの詩にさえ作曲し、1518年に出版された曲集の中で発表している。ヨーロッパの文化史において、当時これほど詩人と近しかった作曲家も稀であった。